# PICT
PICT (als Dateiendung wird auch pct benutzt) ist ein vorwiegend internes Grafikformat (metafile) der Apple-Betriebssysteme bis Mac OS 9. Es gehört zur Bildschirmbeschreibungssprache QuickDraw. Es kann Pixel-, Vektor- und Textinformation enthalten. Unter Mac OS X wurde es von PDF abgelöst, wird aber auch von aktuellen QuickTime-Versionen (Mac und Windows, Stand: November 2012) weiterhin unterstützt. Es entspricht Windows Metafile (WMF bzw. EMF) unter Windows.